# 吠陀支
吠陀支即所谓吠陀的“六支”。婆罗门教的一大类文献，被认为是吠陀的补充说明，多半以歌诀式的“经”体写成。有人认为，这些文献实际并不属于吠陀，而只是对当时的一些学术成果的总结。
此类文献共有六种：
1. 式叉（英语：Shiksha）（śikṣā），或譯式克沙，语音学；
2. 闡陀（英语：Sanskrit prosody）（chanda），韵律学（英语：Sanskrit prosody）；
3. 毗迦罗那（英语：Vyākaraṇa）（vyākaraṇa），或譯毗雅迦罗那，语法学；
4. 尼禄多（英语：Nirukta）（nirukta），词源学；
5. 優提舍（英语：Jyotisha）（jyotiṣa），或譯树提，天文学。
6. 劫波（kalpa），或譯格勒波，宗教仪轨；

传统上，四部吠陀各有自己专属的式叉、劫波、阐陀和树提，毗迦罗那和尼禄多则由所有吠陀共享。

## 资料来源
- 《沙恭达罗》，季羡林译，ISBN 7-5008-1727-4，中文版232页注释
- 《宗教词典》，上海辞书出版社，ISBN 978-7-5326-2840-7